# Liste des cathédrales du Burundi
Cet article recense les cathédrales du Burundi.

## Liste

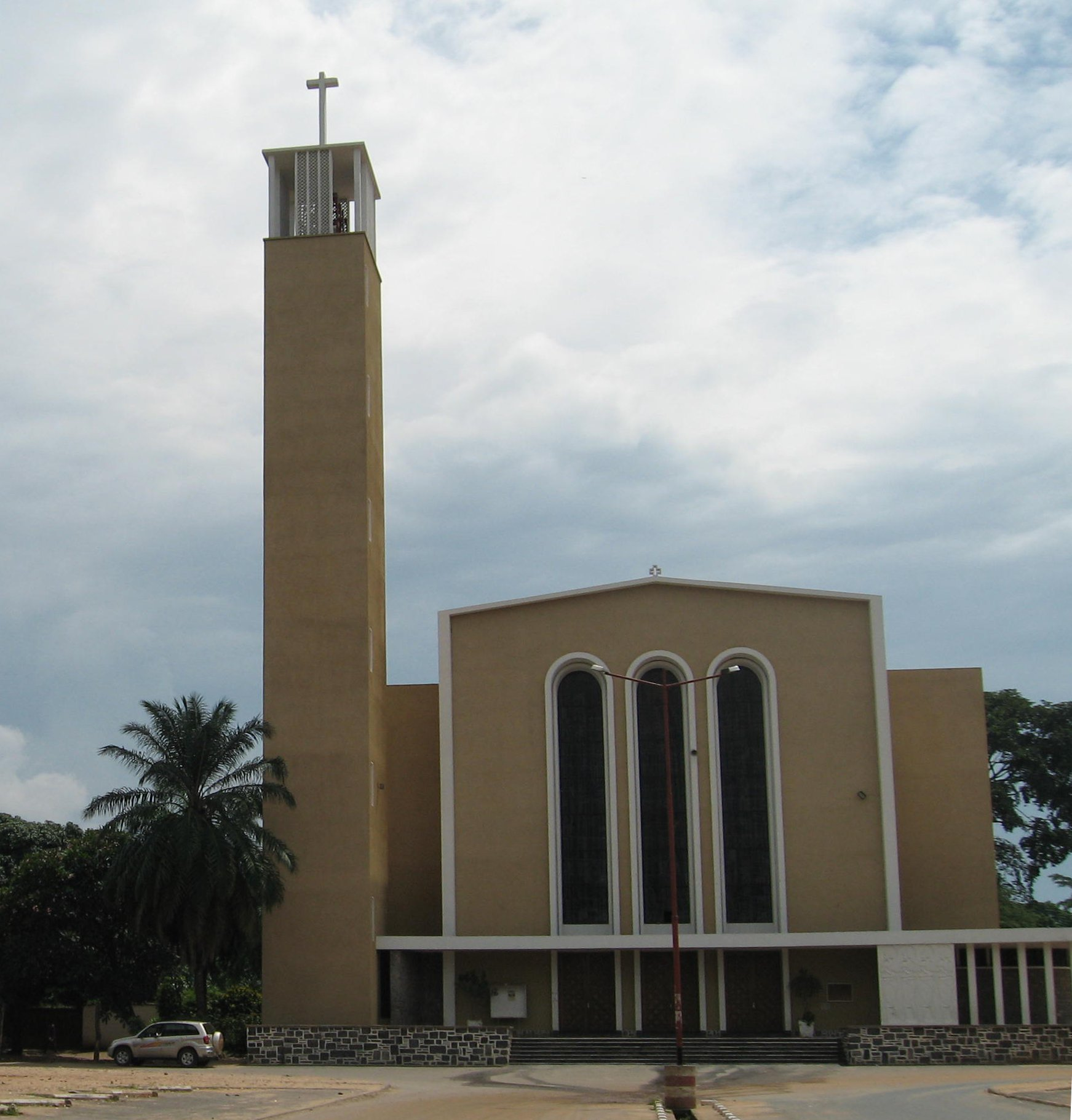
La cathédrale Regina Mundi de Bujumbura.

Les cathédrales de l'Église catholique romaine au Burundi sont les suivantes:
- Cathédrale du Christ-Roi de Bubanza
- Cathédrale Regina Mundi de Bujumbura
- Cathédrale du Christ-Roi de Bururi
- Cathédrale du Christ-Roi de Gitega
- Cathédrale Notre-Dame-de-Fátima de Muyinga
- Cathédrale Notre-Dame-de-Fátima de Ngozi
- Cathédrale Saint-Joseph de Rutana
- Cathédrale de Ruyigi

### Source
- Pour l'ensemble des points mentionnés sur cette page : voir sur OpenStreetMap (aide), Bing Cartes (aide) ou télécharger au format KML (aide).